# Kovačica (Kosovska Mitrovica)
Pour les articles homonymes, voir Kovačica (homonymie).
Kovaçicë en albanais et Kovačica en serbe latin (en serbe cyrillique : Ковачица) est une localité du Kosovo située dans la commune/municipalité de Mitrovicë/Kosovska Mitrovica et dans le district de Mitrovicë/Kosovska Mitrovica. Selon le recensement kosovar de 2011, elle compte 27 habitants, tous albanais.

## Démographie

### Évolution historique de la population dans la localité
| 1948 | 1953 | 1961 | 1971 | 1981 | 1991 | 2011 |
| ---- | ---- | ---- | ---- | ---- | ---- | ---- |
| 289  | 325  | 363  | 419  | 500  | 609  | 27   |

|  |